# Croix (Belgique)
Pour les articles homonymes, voir Croix (homonymie).
Croix est un hameau belge de l'ancienne commune de Sovet, situé dans la commune de Ciney dans la province de Namur en Région wallonne.